# 伝えたいことがあるから
『伝えたいことがあるから』（つたえたいことがあるから）は、日本のロックデュオ・Honey L Daysが2010年6月23日にavex traxから発売した1枚目のオリジナルアルバムである。

## 内容
メジャーデビューから約1年9か月を経て発売された初のオリジナルアルバム。
タイトルは後に何か気持ちや言葉が続き、それが躍動感のように気持ちが一歩前に出て、延いては一歩踏み込んで歌詞に込めた思いなどを感じてもらい、かつ、ひと言で自身の中身まで伝えられるようにしたかったとのこと。
ジャケットが異なるCD+DVD規格とCD規格の2形態で発売され、DVDには4thシングルの表題曲「まなざし」と、カップリング曲「It's sweet, so sweet」のミュージック・ビデオが収録された。

## 収録曲
| #         | タイトル                          | 作詞              | 作曲            | 編曲                              | ストリングスアレンジ | 時間  |
| --------- | --------------------------------- | ----------------- | --------------- | --------------------------------- | -------------------- | ----- |
| 1.        | 「Dreamless Dream」               | KYOHEI            | KYOHEI          | Takayuki Hijikata                 |                      | 4:00  |
| 2.        | 「Go⇒Way」                        | MITSUAKI、KYOHEI  | KYOHEI          | Syunsuke Minami、KYOHEI           |                      | 4:23  |
| 3.        | 「まなざし」                      | KYOHEI、her0ism   | KYOHEI、her0ism | KYOHEI、her0ism、Masataka Kitaura | Koji Igarashi        | 4:21  |
| 4.        | 「the meaning of that happiness」 | KYOHEI            | KYOHEI          | Jin Saito                         |                      | 5:39  |
| 5.        | 「ありがとう」                    | KYOHEI、MITSUAKI  | KYOHEI          | Masataka Kitaura                  |                      | 5:06  |
| 6.        | 「It's sweet, so sweet」          | c.close           | KYOHEI          | Takayuki Hijikata                 |                      | 3:47  |
| 7.        | 「キミの為に僕が強くなる」        | KYOHEI、MITSUAKI  | KYOHEI          | KYOHEI、okky                      |                      | 6:16  |
| 8.        | 「冷たい花」                      | KYOHEI            | Junichi Hoshino | Jin Saito                         |                      | 4:37  |
| 9.        | 「君のフレーズ」                  | MITSUAKI、KYOHEI  | KYOHEI          | KYOHEI                            |                      | 4:50  |
| 10.       | 「STAY WITH ME」                  | KYOHEI            | KYOHEI          | Takayuki Hijikata、KYOHEI         |                      | 4:05  |
| 11.       | 「涙の数だけ抱きしめたい」        | c.close、MITSUAKI | KYOHEI          | Takayuki Hijikata                 |                      | 4:57  |
| 12.       | 「まなざし (Piano Version)」      | KYOHEI、her0ism   | KYOHEI、her0ism | KYOHEI、her0ism、Masataka Kitaura | Koji Igarashi        | 4:10  |
| 13.       | 「Center of the World」           | KYOHEI            | KYOHEI          | Jin Saito                         | Masaki Iwamoto       | 5:45  |
| 合計時間: | 合計時間:                         | 合計時間:         | 合計時間:       | 合計時間:                         | 合計時間:            | 61:56 |

### 解説
1. Dreamless Dream
タイトルは「夢のない夢を見るな」という意味を込めて命名されたKYOHEIによる造語。歌詞は限界を考えて小さくまとめずに夢を描いていけば大きな一歩が踏み出せるという思いが込められている[1]。
2. Go⇒Way
両A面からなるメジャー1stシングルの表題1曲目。
3. まなざし
メジャー4thシングルの表題曲。
4. the meaning of that happiness
過ぎ去った恋愛の幸せを思い出す様を描いている[1]。
5. ありがとう
メジャー3rdシングルの表題曲。
6. It's sweet, so sweet
メジャー4thシングルのカップリング曲。
7. キミの為に僕が強くなる
両A面からなるメジャー2ndシングルの表題2曲目。
8. 冷たい花
9. 君のフレーズ
両A面からなるメジャー2ndシングルの表題1曲目。
10. STAY WITH ME
11. 涙の数だけ抱きしめたい
KYOHEIが制作したデモテープを聴いて書き下された。タイトル通り涙をテーマに、辛いことがあっても受け入れて前に踏み出そうという思いが込められている。また、c.closeやKYOHEIと話し合いながら最後は社会風刺を込めた歌詞を取り入れている[1]。
12. まなざし (Piano Version)
メジャー4thシングルの表題曲のピアノバージョン。
13. Center of the World
両A面からなるメジャー1stシングルの表題2曲目。

## 参加ミュージシャン
Honey L Days
- MITSUAKI：Vocal (全曲)
- KYOHEI：Vocal (全曲)、Guitar (#5)、Programmed (#9)

Support Musician
- 北浦正尚：Other Instruments (#5)[注 1]
- 土方隆行：Guitar (#1,6,10,11)
- 今泉洋：Guitar (#4,13)
- 高山一也：Guitar (#7,9)
- 中村タイチ：Guitar (#3)
- 古川望：Guitar (#8)
- 松井寛：Bass & Drums (#1,6,10,11)
- 河辺真：Bass (#4,13)
- 岡雄三：Bass (#7,9)
- 須長和広：Bass (#3)
- 渡辺茂：Bass (#8)
- 新井遼一：Additional Bass (#2)
- 有松益男：Drums (#4,8,13)
- 野崎真助：Drums (#3)
- アーミン・リンツビヒラ：Drums (#7)
- 綾田"miitzza"光章：Percussion (#5)
- 五十嵐宏治：Piano (#3,12)
- 土屋玲子ストリングス：Strings (#3,12)
- 中川貴美子ストリングス：Strings (#4,13)

## タイアップ
- TBS系列土曜8時枠連続ドラマ『タンブリング』主題歌 (#3)
- バイオタイド配給系映画『僕らの方程式』挿入歌 (#4)
- TBS系列レーゼドラマ『朗読劇 私の頭の中の消しゴム』1〜3rd Letterテーマソング (#4)
- フジテレビ系情報バラエティ番組『なべあちっ!』エンディングテーマ (#5)
- フジテレビ系列お笑いバラエティ番組『志村屋です。』2009年5月度エンディングテーマ (#5)
- TBS系列深夜バラエティ番組『マルさまぁ〜ず』2010年6,7月度エンディングテーマ (#6)
- 日活配給系映画『恋極星』挿入歌 (#7)
- ゴー・シネマ配給系映画『劇場版 カンナさん大成功です!』日本版主題歌 (#9)
- TBS系列ドラマ『あり得ない!』主題歌 (#11)
- バイオタイド配給系映画『僕らの方程式』主題歌 (#13)